# Podcrkavlje
Podcrkavlje je općina u Hrvatskoj. Nalazi se u Brodsko-posavskoj županiji.

## Stanovništvo
Prema popisu stanovništva iz 2011. godine u općini Podcrkavlje živjelo je 2.553 stanovnika, raspoređenih u 13 naselja.

| broj stanovnika | 2002  | 2237  | 2162  | 2714  | 3004  | 3378  | 3232  | 3549  | 3501  | 3429  | 3348  | 2893  | 2685  | 2553  | 2683  | 2553  | 2207  |
|                 | 1857. | 1869. | 1880. | 1890. | 1900. | 1910. | 1921. | 1931. | 1948. | 1953. | 1961. | 1971. | 1981. | 1991. | 2001. | 2011. | 2021. |

| broj stanovnika | 120   | 156   | 149   | 173   | 201   | 210   | 187   | 212   | 236   | 222   | 210   | 219   | 251   | 310   | 392   | 415   | 375   |
|                 | 1857. | 1869. | 1880. | 1890. | 1900. | 1910. | 1921. | 1931. | 1948. | 1953. | 1961. | 1971. | 1981. | 1991. | 2001. | 2011. | 2021. |

## Poznate osobe
- Mato Kovačević – Eskaviljo, slikar i boksač
- Antun Kladarić, pisac

## Kultura
Mato Kovačević-Eskaviljo Priznati slikar Slavonije i Hrvatskog Podunavlja rođen je 1944. godine u Podcrkavlju kod Slavonskog Broda, a najveći dio svoje mladosti, radnoga i slikarskoga vijeka proveo je u Borovu Naselju i Vukovaru.

## Šport
Najstariji nogometni klub iz ove općine nastao je 1950-ih godina prošlog stoljeća i djelovao je pod imenom "Diljski odred".
Na području općine djeluju 3 nogometna kluba:
- NK Tomica (iz Tomice), osnovan 1962.,[4] 2. ŽNL Brodsko-posavska
- NK Podcrkavlje (iz Podcrkavlja), osnovan 1993.,[4] 2. ŽNL Brodsko-posavska
- NK Zdenac Brodski Zdenci (iz Brodskih Zdenaca), osnovan 2002.,[4] 3. ŽNL Brodsko-posavska

## Vanjske poveznice
|  | Zajednički poslužitelj ima još gradiva o temi Podcrkavlje |

- Stranice općine